# Runcinia acuminata
Runcinia acuminata là một loài nhện trong họ Thomisidae.
Loài này thuộc chi Runcinia. Runcinia acuminata được Tord Tamerlan Teodor Thorell miêu tả năm 1881.

## Hình ảnh

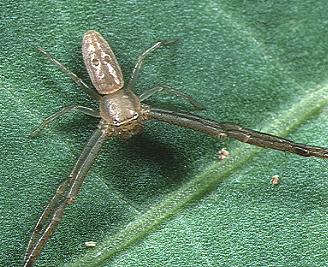